# Bernhard Eichhorn
Bernhard Eichhorn (* 17. April 1904 in Schortewitz; † 6. Februar 1980 in Miesbach; gebürtig Bernhard Günther Eichhorn) war ein deutscher Kapellmeister und Filmkomponist.

## Leben
Eichhorn studierte in München Musik- und Theaterwissenschaften und besuchte dort die Staatliche Akademie der Tonkunst. 1929 wurde er Kapellmeister an der Bayerischen Landesbühne, danach am Bayerischen Staatstheater und schließlich an den Münchner Kammerspielen. In der Spielzeit 1931/32 wirkte er am Theater am Schiffbauerdamm.
1933/34 dirigierte er noch einmal an Münchner Bühnen, bevor er 1934 Musikdirektor der Schauspielmusik am Staatsschauspiel Dresden wurde. Hier blieb er bis zur allgemeinen Theatersperre 1944. Ab 1940 betätigte er sich verstärkt als Filmkomponist. Besonders häufig arbeitete er dabei für Inszenierungen Helmut Käutners, aber auch die Ludwig-Ganghofer-Adaptionen von Filmproduzent Peter Ostermayr und andere Heimatfilme wurden von seiner Musik untermalt. Eichhorn stand 1944 in der Gottbegnadeten-Liste des Reichsministeriums für Volksaufklärung und Propaganda. Er schrieb die musikalischen Komödien Heimliche Brautfahrt (Dresden 1937), Juchten und Lavendel (Leipzig 1938) und Das ist Herr Marinucci (Münster 1939).
Unmittelbar nach dem Krieg war Eichhorn wieder an die Münchner Kammerspiele zurückgekehrt, seit 1946 arbeitete er freiberuflich. Außer für Spielfilme komponierte er noch die Musik für mehrere Dokumentarfilme und Hörspiele.

## Filmografie
- 1931: Im Banne der Berge
- 1939: Auf Deutschlands größter Insel – Unbekanntes von Rügen
- 1940: Kleider machen Leute
- 1942: Anuschka
- 1942: Dr. Crippen an Bord
- 1942: Fritze Bollmann wollte angeln
- 1943: Reise in die Vergangenheit
- 1944/46: Unter den Brücken
- 1947: In jenen Tagen
- 1948: Film ohne Titel
- 1948: Frau Holle
- 1948: Der Apfel ist ab
- 1948: Die Zeit mit Dir
- 1949: Hans im Glück
- 1949: Königskinder
- 1950: Epilog – Das Geheimnis der Orplid
- 1950: Der Geigenmacher von Mittenwald
- 1951: Weiße Schatten
- 1951: Die Alm an der Grenze
- 1951: Im Bann der Madonna
- 1951: Die Martinsklause
- 1952: Haus des Lebens
- 1952: Die schöne Tölzerin
- 1953: Das Dorf unterm Himmel
- 1953: Der Klosterjäger
- 1954: Rosen-Resli
- 1954: Schloß Hubertus
- 1954: Der schweigende Engel
- 1955: Der dunkle Stern
- 1955: Himmel ohne Sterne
- 1955: Suchkind 312
- 1955: Ein Mädchen aus Flandern
- 1956: Der Hauptmann von Köpenick
- 1956: Die Geierwally
- 1957: Monpti
- 1958: Der Schinderhannes
- 1958: Juchten und Lavendel (TV)
- 1958: Der eiserne Gustav
- 1959: Paradies und Feuerofen
- 1959: Der Rest ist Schweigen
- 1959: Jons und Erdme
- 1959: Die schöne Lügnerin
- 1959: Die Gans von Sedan
- 1960: Das Glas Wasser
- 1960: Der Groß-Cophta (TV)
- 1960: Der brave Soldat Schwejk
- 1961: Der Traum von Lieschen Müller
- 1961: Unter Ausschluß der Öffentlichkeit
- 1968: Bel Ami
- 1969: Christoph Kolumbus oder Die Entdeckung Amerikas
- 1970: Einladung ins Schloß / Die Kunst das Spiel zu spielen (TV)
- 1970: Die Feuerzangenbowle (auch Kurzauftritt)

## Hörspiele
- 1949: Theodor Fontane: Effi Briest – Regie: Heinz-Günter Stamm (Hörspiel – BR)

## Auszeichnungen
- 1968 Schwabinger Kunstpreis